# 11353 Guillaume
11353 Guillaume este un asteroid din centura principală de asteroizi.

## Descriere
11353 Guillaume este un asteroid din centura principală de asteroizi. A fost descoperit pe 5 decembrie 1997 la Caussols, în cadrul proiectului ODAS. Asteroidul prezintă o orbită caracterizată de o semiaxă mare de 2,94 ua, o excentricitate de 0,10 și o înclinație de 1,1° în raport cu ecliptica.